# Tadeusz Radwan
Tadeusz Radwan (Koziniec, 27 giugno 1945 – Bielsko-Biała, 25 ottobre 2003) è stato uno slittinista polacco. È ricordato principalmente per la sua partecipazione alla competizione del singolo maschile di slittino ai Giochi olimpici invernali del 1968.

## Partecipazioni olimpiche
| Competizione | Pos. | Data            | Città    |
| ------------ | ---- | --------------- | -------- |
| Singolo      | 21ª  | 4 febbraio 1968 | Grenoble |